# Rue des Cités
La rue des Cités est une voie de circulation de la commune d'Aubervilliers.

## Situation et accès
La rue suit le tracé d’un chemin figurant sur le cadastre de 1808.

## Origine du nom

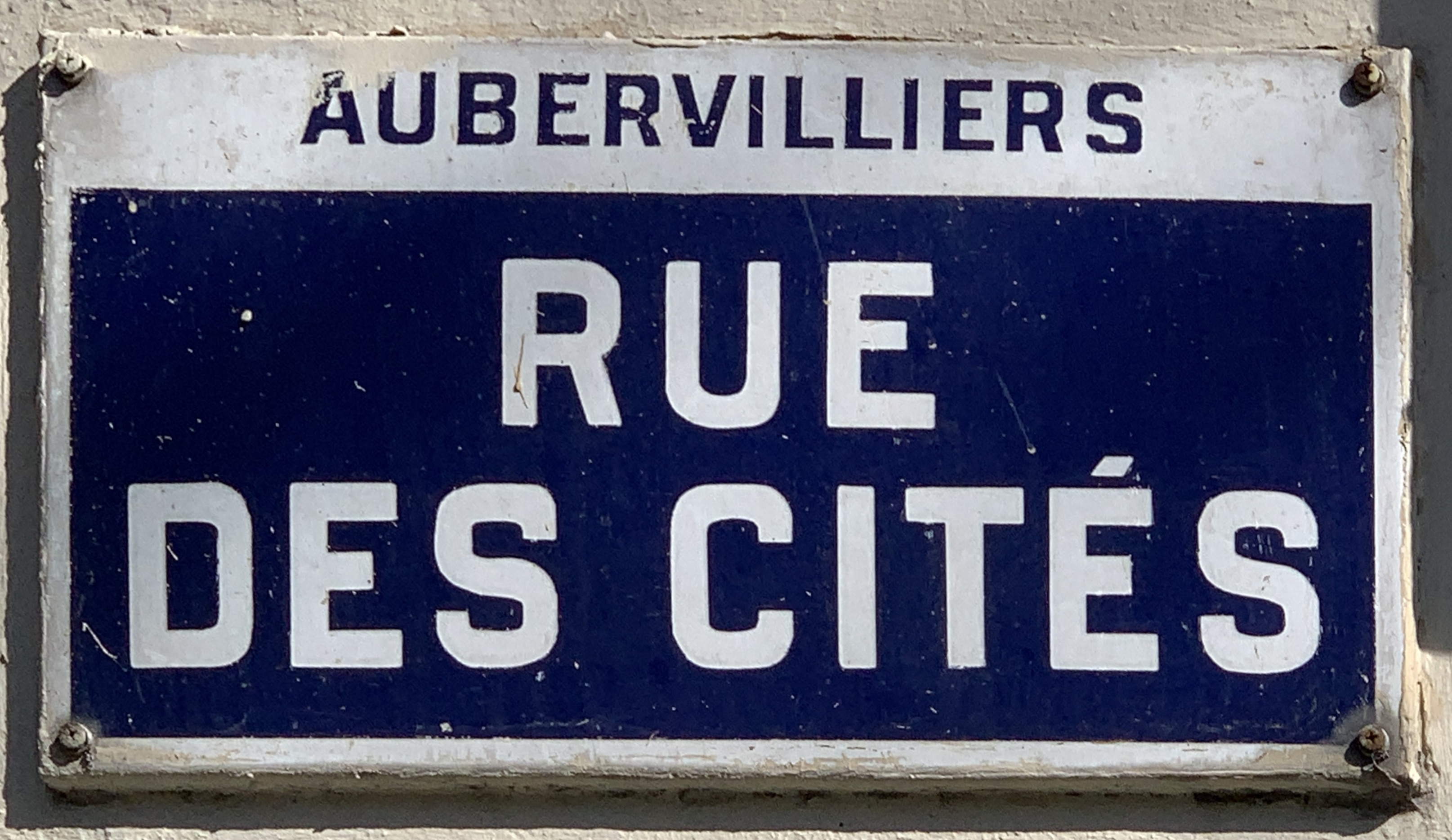
Plaque émaillée Rue des Cités.

Elle porte ce nom car elle conduisait à la Cité Demars, du nom du propriétaire des terrains agricoles vendus vers 1850 pour être lotis. Le passage Demars, qui existe depuis le XIXe siècle, en perpétue le souvenir.

## Historique

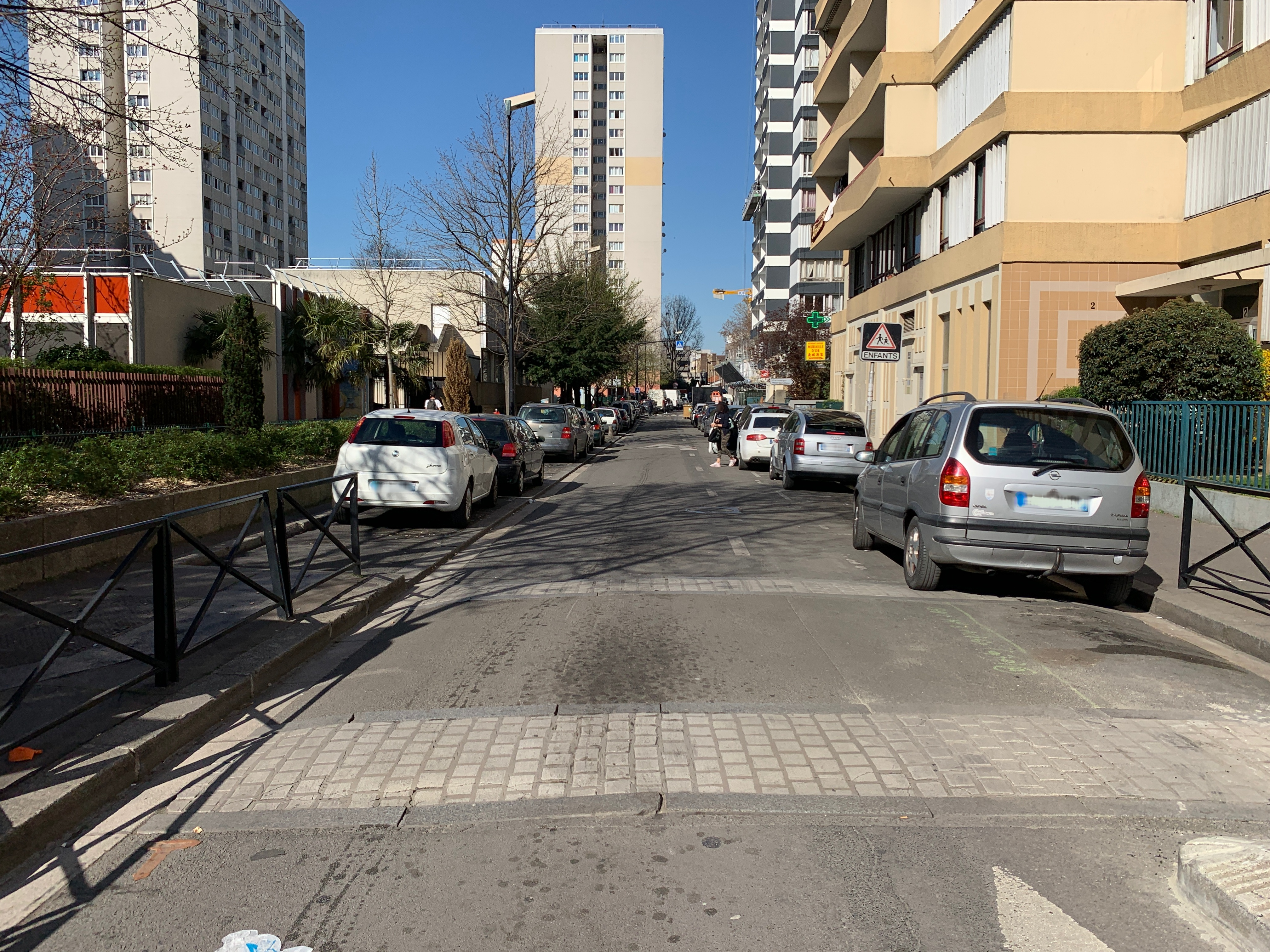
La rue en mars 2021.

Cette voie de communication s'est appelée sente à Bigot jusqu'en 1868. C'est à cette période, que sa partie septentrionale fut élargie à 12 mètres, pavée, et a pris son nom actuel.
Comme le centre de la ville, cette rue a été urbanisée vers 1870. De nombreux immeubles de la rue, de construction soignée, datent de cette époque,,.
Le 30 janvier 1918, durant la première Guerre mondiale, une bombe lancée d'un avion allemand explose au no 84 rue des Cités.
Dans les années 1960, la construction de la cité Villette modifie radicalement l'urbanisme du quartier avec l'édification de vingt-et-un immeubles de grande hauteur.
Le 11 mars 2017, une grande partie de cette rue a été officiellement renommée rue Jacques-Salvator en hommage à Jacques Salvator, ancien maire de la ville.

## Bâtiments remarquables et lieux de mémoire
- Cité Villette[9]
- Archives de l'École des hautes études en sciences sociales[10].